# Arrondissement di Lovanio
L'arrondissement di Lovanio (in olandese Arrondissement Leuven, in francese Arrondissement de Louvain) è una suddivisione amministrativa belga, situata nella provincia del Brabante Fiammingo e nella regione delle Fiandre.

## Composizione
L'arrondissement di Lovanio raggruppa 30 comuni:
- Aarschot
- Begijnendijk
- Bekkevoort
- Bertem
- Bierbeek
- Boortmeerbeek
- Boutersem
- Diest
- Geetbets
- Glabbeek
- Haacht
- Herent
- Hoegaarden
- Holsbeek
- Huldenberg
- Keerbergen
- Kortenaken
- Kortenberg
- Landen
- Lovanio (Leuven)
- Linter
- Lubbeek
- Oud-Heverlee
- Rotselaar
- Scherpenheuvel-Zichem
- Tervuren
- Tielt-Winge
- Tienen
- Tremelo
- Zoutleeuw

## Società

### Evoluzione demografica
Abitanti censiti
- Fonte dati INS - fino al 1970: 31 dicembre; dal 1980: 1º gennaio